# Mona Grudt
Mona Grudt (Stjørdal, 6 de abril de 1971) é uma rainha da beleza norueguesa, eleita Miss Universo 1990 em Los Angeles, Estados Unidos. 

## Carreira
Ex-estudante de enfermagem em sua pequena aldeia natal antes de ser coroada Miss Noruega, durante o Miss Universo Mona tornou-se a franca favorita dos jurados, vencendo as eliminatórias de traje de banho e entrevista pessoal. Nas semifinais, ela teve a mais alta pontuação em todos os três segmentos da etapa. Classificada no Top 5, venceu dando a coroa pela primeira vez à Noruega, deixando em segundo lugar a Miss EUA Carole Gist e a Miss Colômbia Lizeth Mahecha em terceiro, numa edição que é considerada a pior em qualidade de candidatas de todos os tempos.
Em 1991, ainda durante seu reinado como Miss Universo, Mona fez uma ponta num episódio da série de televisão Jornada nas Estrelas: A Nova Geração, e após entregar a coroa no ano seguinte, dedicou-se ao mundo do entretenimento e das artes.

## Vida posterior
Atualmente, ela é editora de uma revista especializada em noivas que circula em seu país, Ditt Bryllup (pt:Seu Casamento), e participou do programa Dancing with the Stars versão Noruega, ficando em segundo lugar. Desde o ano 2000 Mona é a apresentadora do concurso Miss Noruega. e nos últimos anos também foi relações-públicas e garota-propaganda de empresas e marcas como Pierre Cardin, Gillette e Vidal Sassoon. Em 2011, foi a apresentadora do programa Norway's Next Top Model, franquia norueguesa do norte-americano America's Next Top Model.
Casada com um norte-americano e mãe de dois filhos, Mona também trabalha para o programa de combate à violência contra as mulheres da Anistia Internacional e é embaixadora da organização Face to Face das Nações Unidas.